# Parafia św. Jana Chrzciciela w Kołdrąbiu
Parafia Świętego Jana Chrzciciela w Kołdrąbiu – rzymskokatolicka parafia leżąca w granicach dekanatu rogowskiego. Kościół parafialny zbudowany w latach 1891–1893 w stylu neogotyckim. Mieści się pod numerem 3.

## Rys historyczny
Parafia powstała w XII wieku.

## Dokumenty
Księgi metrykalne: 
- ochrzczonych od 1905 roku
- małżeństw od 1919 roku
- zmarłych od 1919 roku